# James Louis Garvin
James Louis Garvin, född 12 april 1868 i Birkenhead, död 23 januari 1947 i Beaconsfield, var en brittisk journalist.
Garvin var medarbetare i Newcastle chronicle, från 1899 i The Daily Telegraph. Garvin var Joseph Chamberlains främsta stöd i pressen under tariffreformkampanjen. År 1908 blev han utgivare av The Observer, som under hans ledning åtnjöt stort anseende som söndagstidning. Åren 1912–1915 var han även utgivare av kvällstidningen Pall Mall Gazette och blev 1926 huvudredaktör för 13:e upplagan av Encyclopædia Britannica. Garvins The economic foundations of peace (1919), där han yrkade på moderation av fredsvillkoren, väckte stor uppmärksamhet.